# Ezechiël Tragicus
 Ezechiël Tragicus  was een joods toneelschrijver uit de tweede eeuw voor Christus die in Alexandrië woonde en werkte. Hij was de auteur van Exagōgē, een in het Grieks geschreven toneelstuk. Van de tekst zijn een aantal fragmenten bewaard gebleven in het werk van  Eusebius, Clemens van Alexandrië en Eustathius van Antiochië. Die fragmenten zijn in totaal 269 versregels. 
De tragedie verbeeldt het Bijbelse verhaal van de uittocht uit Egypte, zoals het verhaald wordt in in de versie van de Septuagint van het bijbelboek Exodus 1-15. Mozes is het belangrijkste karakter in het stuk. Het is het oudst bekende joodse toneelstuk. Daarnaast is Exagōgē het vrijwel enige en in ieder geval meest uitgebreide voorbeeld van Grieks drama in de Hellenistische periode. 
Sommige aspecten van het verhaal in Exodus waren onmogelijk op het toneel uitvoerbaar te maken. Ezechiël heeft dan ook op een aantal plaatsen de tekst van Exodus verkort, op andere plaatsen toegevoegd en ook wat nieuwe elementen ingevoegd. Op het vakgebied gaat men ervan uit dat het drama vijf bedrijven had. (1). a. Een proloog, die een monoloog van Mozes is. b. De ontmoeting van Mozes met zijn vrouw Sippora. (2) a. De weigering van Sippora te praten met haar broer (of vroegere verloofde) Chum. b. De droom van Mozes en de interpretatie daarvan door zijn schoonvader Jetro. (3) a. Het brandend braambos en de ontmoeting met God. b. De instructies van Mozes aan het volk van Israël. (4) De doortocht door de Schelfzee en de vernietiging van het Egyptische leger. (5) Het rapport van de verkenner inzake de oase Elim en de – in Exodus niet voorkomende –  beschrijving van een feniks. 
Met name de beschreven droom van Mozes wordt vaak aangehaald op het vakgebied als het handelt om beschrijvingen van joodse  speculaties inzake de verschijningsvorm van God en de Mensenzoon. Vergelijkingen met de intronisatie van Henoch in met name het Derde boek van Henoch worden vaak gemaakt. 
In het tweede bedrijf beschrijft Ezechiel een droom van Mozes. Deze ziet op de berg Sinaï een troon met daarop een ‘edel Mens’ met een diadeem op zijn hoofd en een scepter in zijn linkerhand. De gestalte – God – wenkt hem dichterbij te komen, overhandigt hem de scepter en het diadeem en gebiedt hem op de troon plaats te nemen. Mozes ziet alles wat er te zien kan zijn, van boven de hemel tot onder de aarde en alle sterren knielen voor hem. 